# Sumu-la-El
Sumu-la-El est un roi babylonien du XIXe siècle av. J.-C., qui a régné approximativement de 1881 à 1845 av. J.-C.

## Le premier roi de Babylone
Il est traditionnellement considéré comme le deuxième roi de la Ire dynastie babylonienne, puisque la liste royale babylonienne place avant lui Sumu-abum, avec qui il n'a aucun lien familial. Les deux pourraient en fait avoir été contemporains. Sumu-abum semble avoir eu la prééminence sur Sumu-la-El et les autres chefs des dynasties amorrites de la région. Sumu-la-El est en tout cas l'aïeul des souverains suivants la première dynastie de Babylone, et peut donc être considéré comme le véritable fondateur de celle-ci.
Les conditions dans lesquelles il monte sur le trône de Babylone, jusqu'alors une ville de faible importance sans passé notable, ne sont pas connues. Il n'est pas un cas isolé, puisque comme lui plusieurs chefs de tribus amorrites prennent le pouvoir dans des villes de Basse Mésopotamie, où ils tentent d'implanter leur dynastie, avec des fortunes diverses. En même temps sont maintenus les liens tribaux entre les groupes amorrites, qui expliquent sans doute une partie des alliances constatées à cette période, et aussi l'existence d'une sorte de confédération de chefs tribaux amorrites, l'« assemblée des Amorrites », dont Sumu-abum est le dirigeant au début du règne de Sumu-la-El. D'autres chefs amorrites participent alors à des luttes pour le contrôle des cités de la région. 

## L'essor du royaume
Durant son long règne à Babylone, Sumu-la-El se comporte en bonne partie comme un souverain mésopotamien traditionnel, développant la base territoriale de son royaume durant les vingt/vingt-cinq premières années de son règne, avant de procéder à la consolidation de son administration. Son activité est surtout connue par ses noms d'années, en plus de quelques tablettes. Aucune inscription royale n'est connue pour son règne, comme pour les rois babyloniens suivants jusqu'à Hammurabi.
Dans un premier temps Sumu-la-El fortifie sa capitale, puis se lance dans une série de conflits contre les rois des cités voisines. Le premier affrontement notable (vers 1879) l'oppose à Halun-pi-umu de Marad, qui dirige aussi Kazallu, mais il ne semble pas avoir remporté un succès durable. Une dizaine d'années plus tard il connaît une meilleure fortune face à Kish, ville au passé prestigieux, qui constitue probablement une victoire cruciale pour son jeune royaume. Plus tard il entreprend, apparemment de concert avec Sumu-abum, une nouvelle attaque contre Kazallu, alors dirigée par un certain Yahzir-el. La vile est prise, ses murailles détruites. L'année suivante les murailles de Kish subissent le même sort. Dans les mêmes années son influence semble aussi devenir plus prépondérante à Sippar, où Sumu-abum est également attesté. Sa fille Ayalatum devient une prêtresse consacrée au dieu-soleil Shamash, la principale divinité de cette cité. Il place également Marad sous sa coupe autour de sa vingtième année de règne.
Après la vingt-cinquième année de règne de Sumu-la-El, les autres roitelets voisins ont disparu de la documentation : Babylone a progressivement étendu son influence et pris le contrôle des territoires voisins. Il entreprend ensuite la construction des murailles de plusieurs cités (Kutha, Habuz, Dilbat, Sippar) et un texte postérieur lui attribue également la construction de sept forteresses. Dans le domaine cultuel, il consacre un trône en argent et en or pour le dieu Marduk, divinité tutélaire de Babylone, puis une statue de culte à sa parèdre, la déesse Zarpanitum. Son administration semble aussi se consolider peu à peu, mais il y a peu de documentation sur ce point. Dans sa vingt-quatrième année Sumu-la-El proclame un édit de rémission des dettes. Quelques tablettes de la deuxième partie du règne attestent l'existence d'une administration palatiale gérant son domaine.
L'influence de Sumu-la-El s'étend aussi vers le sud, où la puissance hégémonique est Larsa, un rival d'une autre trempe que ses adversaires précédents. Le roi de Babylone donne sa fille Shallurtum en mariage au roi Sîn-kashid d'Uruk, qui s'est dégagé de la domination larséenne. Une alliance s'instaure alors entre les deux royaumes, contre Larsa. Néanmoins dans ces mêmes années, le roi Sîn-iddinam de Larsa commémore une victoire contre Babylone. Larsa constitue une menace constante pour Sumu-la-El, lui disputant notamment Kazallu, qui semble retrouver son indépendance vers la fin de son règne.
Vers la fin de son règne, Sumu-la-El associe son fils Sabium à son pouvoir, et ce dernier lui succède à sa mort après un long règne qui a fondé et consolidé la petite principauté babylonienne.